# Ecliptopera effusa
Ecliptopera effusa är en fjärilsart som beskrevs av Müller 1930. Ecliptopera effusa ingår i släktet Ecliptopera och familjen mätare. Inga underarter finns listade i Catalogue of Life.